# Citrostichus dolichogaster
Citrostichus dolichogaster är en stekelart som beskrevs av Mao-Ling Sheng och Wang 1993. Citrostichus dolichogaster ingår i släktet Citrostichus och familjen finglanssteklar. Inga underarter finns listade i Catalogue of Life.